# هيلين تشونغ مارتن
هيلين تشونغ مارتن (بالإنجليزية: Helene Chung Martin)‏ هي صحفية أسترالية، ولدت في 20 يناير 1945 في هوبارت في أستراليا.